# Erdősmárok
Erdősmárok là một thị trấn thuộc hạt Baranya, Hungary. Thị trấn này có diện tích 8,14 km², dân số năm 2010 là 89 người, mật độ 11 người/km².